# Centre international de recherches sur l'anarchisme (Marseille)
Pour les articles homonymes, voir Centre international de recherches sur l'anarchisme.
Le Centre international de recherches sur l'anarchisme (CIRA) de Marseille est une association et un centre de documentation consacré à l'anarchisme, existant depuis 1965.

## Histoire
Le Centre international de recherches sur l'anarchisme (CIRA) de Marseille a été fondé en 1965 par une poignée de militants libertaires dont René Bianco,, Henri Julien, Roger Camoin et Clotaire Henez. À l'origine, il s'agissait d'un dépôt-annexe du CIRA de Lausanne, fondé lui en 1957. Puis le CIRA de Marseille est devenu plus autonome.
Depuis 1987, il est constitué en association loi de 1901. La gestion du centre est assurée de manière collective et bénévole par un conseil d’administration élu en assemblée générale. Le Centre vit essentiellement des cotisations de ses membres[réf. nécessaire].
De 1998 à sa mort en 2015, Gilbert Roth est notoirement connu pour avoir été l'un des principaux animateurs du Centre,,.

## Projet
Le principal but du CIRA est de collecter, de classer et d'archiver tout ce qui a un rapport avec l'anarchisme et le mouvement libertaire. Ce sont plusieurs milliers de livres et plusieurs centaines de brochures. Ces documents ont été écrits ou publiés par des anarchistes ou portent d'une manière ou d'une autre sur le mouvement ou les idées anarchistes.
Le CIRA possède également des archives personnelles de militants, des affiches, des tracts, des cassettes vidéo, des documents iconographiques (cartes postales, photos…), des travaux universitaires, des dossiers biographiques, etc.
Les documents sont écrits dans une vingtaine de langues, les plus représentées sont le français, le castillan et l'italien.
Le CIRA compte environ 300 membres, originaires de toutes les régions de France et de l’étranger. Certains, bien qu’éloignés de Marseille, participent très activement au CIRA (correspondances, recherches).
Le CIRA fait partie de la Fédération internationale des centres d’étude et de documentation libertaires (FICEDL). Depuis 2011, le CIRA de Marseille a son propre local au 50 rue Consolat, à deux pas de la Canebière.